# Odontaster australis
Odontaster australis är en sjöstjärneart som beskrevs av Hubert Lyman Clark 1926. Odontaster australis ingår i släktet Odontaster och familjen Odontasteridae. Inga underarter finns listade i Catalogue of Life.